# Didymocyrtis consimilis
Didymocyrtis consimilis is een korstmosparasiet behorend tot de familie Phaeosphaeriaceae.

## Verspreiding
In Nederland komt Didymocyrtis consimilis zeer zeldzaam voor.